# Спиридонов, Эмиль Николаевич
Эми́ль Никола́евич Спиридо́нов (26 сентября 1925, Макарьев — 7 февраля 1981, Пушкин) — советский военачальник, командующий Тихоокеанским флотом (1979—1981), адмирал (1979).

## Биография
Родился 26 сентября 1925 года в городе Макарьеве Иваново-Вознесенской губернии, (ныне Костромская область).
В ВМФ с 1942 года. Окончил Высшее военно-морское училище имени М. В. Фрунзе (1943—1947), Военно-морскую академию. Член КПСС с 1953 года.
Службу проходил командиром подводной лодки, начальником штаба и командиром бригады подводных лодок Северного флота (1955—1970), командиром соединения ВМФ (1970—1973), командующим флотилией подводных лодок (1973—1974), 1-м заместителем командующего (11 сентября 1974 — 31 августа 1979), командующим (31 августа 1979 — 7 февраля 1981) Тихоокеанским флотом.
Адмирал (25 октября 1979).
Депутат ВС РСФСР (1980—1981), делегат 26 съезда КПСС.

### Гибель
Погиб 7 февраля 1981 года в авиакатастрофе в Пушкине (пригород Ленинграда) вместе с группой военачальников — командным составом Тихоокеанского флота. Похоронен в Санкт-Петербурге на Серафимовском кладбище.

## Награды
- Орден Красного Знамени,
- Два ордена Красной Звезды,
- Орден «За службу Родине в Вооружённых Силах СССР» III степени,
- медали

## Память
- улица во Владивостоке[3],

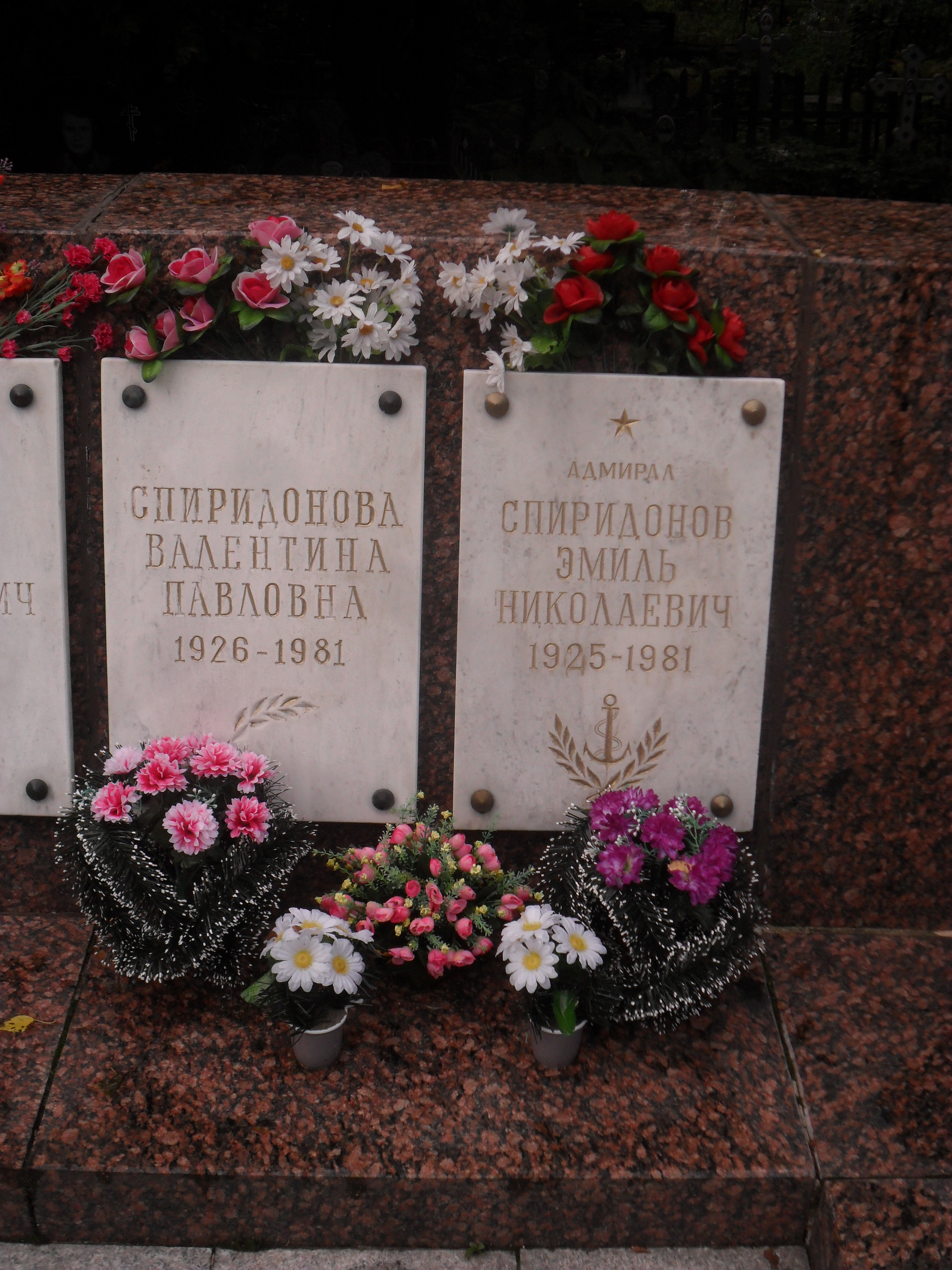
Надгробие с именами Спиридонова и его жены на братской могиле на Серафимовском кладбище Санкт-Петербурга.

- большой противолодочный корабль «Адмирал Спиридонов»,
- памятные доски на задании штаба ТОФ[4] и в Николо-Богоявленском морском соборе, Санкт-Петербург[1].
- Имя «Адмирал Спиридонов» носит фрегат проекта 22350.

### Комментарии
1. ↑  Среди пассажиров на борту самолёта находились 16 адмиралов и генералов и 12 капитанов первого ранга и полковников, гибель которых на время полностью обезглавила Тихоокеанский флот ВМФ СССР[2].

### Сноски
1. 1 2  Игорь Козырь. Память, сохраненная любовью. Центральный Военно-Морской Портал (8 февраля 2010). Дата обращения: 26 июня 2010. Архивировано 15 октября 2011 года.
2. ↑  20 лет назад в авиакатастрофе погиб весь командующий состав Тихоокеанского флота. Newsru.com (февраль 2001). Дата обращения: 20 октября 2010. Архивировано 3 октября 2011 года.
3. ↑  Дворянчиков Эмиль. Что в имени твоем, улица? Дата обращения: 26 июня 2010. Архивировано 22 декабря 2010 года.
4. ↑  На Тихоокеанском флоте почтили память тихоокеанцев погибших в 1981 году в авиакатастрофе. Служба информации и общественных связей ТОФ. 7 февраля 2009. Дата обращения: 26 июня 2010.{{cite news}}:  Википедия:Обслуживание CS1 (url-status) (ссылка)